# Guttenbrunn (Gemeinde Hirschbach)
Guttenbrunn ist eine Ortschaft und eine Katastralgemeinde der Gemeinde Hirschbach im Mühlkreis im Bezirk Freistadt, Oberösterreich.
Die Ortschaft befindet sich westlich von Freistadt und etwa einen Kilometer südlich der Böhmerwald Straße. Am 1. Jänner 2024 zählte die Ortschaft 152 Einwohner.